# Apaman Network
Apaman Network株式会社（アパマンネットワーク）は、東京都千代田区に本社を置く不動産賃貸仲介会社。「アパマンショップ」のフランチャイズブランドを展開している。

## 概要
1999年に初代の株式会社アパマンショップネットワーク（現：APAMAN株式会社）を設立。以後全国各地の不動産業者を加盟店とするとともに、企業自体も吸収・合併を繰り返し規模を拡大。2006年7月の純粋持株会社方式に移行の際に、株式会社アパマンショップネットワーク（2006年4月25日設立）などに分割承継され、現在ではAPAMANの子会社となっている。
不動産賃貸仲介店「アパマンショップ」を、全国900店舗のフランチャイズ方式で運営。加盟店舗数は業界一である。賃貸斡旋管理を柱とする不動産会社の中でも、国内では圧倒的な知名度があり、比較的各地域におけるシェアの高い地場有力企業が多く加盟していることでも知られる。
ブランドイメージ向上のための広告宣伝戦略および、集客・斡旋力の強化や業務の標準化・効率化に関し、ITを駆使した業務のシステム化に注力している。特に2007年からは従来の賃貸仲介メインの戦略を転換し、賃貸管理・賃貸仲介を核としながら、建築企画や売買仲介、不動産活用、住生活サービスなど不動産にかかわる総合的なサービスを研究・提供していく方針も打ち出している。
2017年4月24日、組織再編の一環として社名をApaman Network株式会社に変更した。

## アパマンショップキャンペーンガール
APAMANとの共同企画。詳細は、アパマンショップキャンペーンガールを参照。

## その他
- 現在のイメージキャラクターは土屋炎伽と妹の太鳳、2022年から2023年までは、Snow Manの岩本照、ラウール 、佐久間大介、2016年12月から2022年1月中旬までのイメージキャラクターは飯豊まりえ、過去には上戸彩や舞の海秀平がCMに出演していたことがある。なお、東海3県（愛知・岐阜・三重）向けに制作されたローカルCMには名古屋のローカルタレント・矢野きよ実が出演している。これとは別に、家賃オーナー向けのCMで船越英一郎が出演している[4]。
- 全国CMで、地上デジタル放送の視聴できる部屋を貸すキャンペーン（地デジベアキャンペーン）を流していたが、放映形態はハイビジョン制作ではなく4:3のアナログ比率での制作だった。
- 2011年8月、AKB48が「アパマン48キャンペーン」のキャラクターとして出演（メインは前田敦子）。これにより、成約した顧客にAKBグッズを贈呈するキャンペーンを展開。翌2012年も同様のキャンペーンが行われている（こちらのメインは大島優子）。
- 「アパート・マンション」は普通名称であるが、「アパマン」および「アパマンショップ」は、いずれもAPAMANの登録商標である。